# Лоренс (округ Айтаска, Миннесота)
Лоренс (англ. Lawrence) — тауншип в округе Айтаска, Миннесота, США. На 2010 год его население составило 438 человек. Тауншип был выделен из Болсама 9 ноября 1920 года.

## География
По данным Бюро переписи населения США площадь тауншипа составляет 93,3 км², из которых 87,4 км² занимает суша, а 5,9 км² — вода (6,33 %). На территории тауншипа находится озеро Лоренс.

## Население
В 2010 году на территории тауншипа проживало 438 человека (из них 51,4 % мужчин и 48,6 % женщин), насчитывалось 194 домашних хозяйства и 120 семей. На территории города было расположено 292 постройки со средней плотностью 3,3 построек на один квадратный километр суши. Расовый состав населения: белые — 97,0 %, коренные американцы — 1,4 %.
Население города по возрастному диапазону по данным переписи 2010 года распределилось следующим образом: 21,7 % — жители младше 21 года, 57,8 % — от 21 до 65 лет и 20,5 % — в возрасте 65 лет и старше. Средний возраст населения — 46,3 года. На каждые 100 женщин в Лоренсе приходилось 105,6 мужчин, при этом на 100 совершеннолетних женщин приходилось 102,3 мужчин сопоставимого возраста.
Из 194 домашних хозяйств 61,9 % представляли собой семьи: 52,6 % совместно проживающих супружеских пар (16,0 % с детьми младше 18 лет); 4,1 % — женщины, проживающие без мужей, 5,2 % — мужчины, проживающие без жён. 38,1 % не имели семьи. В среднем домашнее хозяйство ведут 2,26 человека, а средний размер семьи — 2,86 человека. В одиночестве проживали 32,0 % населения, 16,0 % составляли одинокие пожилые люди (старше 65 лет).
В 2014 году из 392 человек старше 16 лет имели работу 226. В 2014 году медианный доход на семью оценивался в 63 438 $, на домашнее хозяйство — в 55 625 $. Доход на душу населения — 24 783 $ в год.